# Blanche Sahuqué
Pour les articles homonymes, voir Sahuqué et Larronde.
Blanche Sahuqué, née Blanche Larronde le 16 juillet 1860 à Anvers et morte le 13 septembre 1912 à Arcachon, est une femme de lettres française.

## Biographie

### Jeunesse et famille
Marie Eugénie Blanche Larronde naît à Anvers en 1860, fille de Jacques Eugène Larronde et de Marie Caroline Jeanne Le Jeune, son épouse.
En 1883, elle épouse à Bordeaux Georges Sahuqué, alors sans profession, futur négociant, architecte naval et peintre. Le couple a deux filles : en 1884 Gabrielle et en 1885 Adrienne, future écrivaine et féministe. Blanche Sahuqué est par ailleurs la tante de Carlos Larronde, lui-même père du poète Olivier Larronde.

### Carrière
Veuve, elle meurt à Arcachon en septembre 1912,,.

## Œuvres
- Le Chemin solitaire, Sansot, 1908 Lire en ligne. La Liseuse est dédié à sa fille Gabrielle[7]et À un artiste futur à son neveu Carlos Larronde[8].
- L'Amour découronné, roman, Sansot 1910
- Pages posthumes : Vers le couchant, suivi de Cyrille, Sansot, 1913 Lire en ligne
- Elle collabore à La Revue de France et des pays français[9]

## Critiques
En 1908, Alphonse Séché consacre une notice à Blanche Sahuqué, suivie de quelques poèmes.   
En 1910, son roman L'Amour découronné est peu apprécié par le Mercure de France. La Belgique artistique et littéraire est plus élogieuse.  
À sa mort, en 1912, La Vie bordelaise salue « une grande poétesse girondine : Blanche Sahuqué »